# 巴哈杜尔根杰
巴哈杜尔根杰（Bahadurganj）是印度比哈尔邦Kishanganj县的一个城镇。总人口28224（2001年）。

## 人口
该地2001年总人口28224人，其中男性14911人，女性13313人；0—6岁人口5863人，其中男3018人，女2845人；识字率33.60%，其中男性为43.77%，女性为22.20%。